# Carnal Knowledge
Carnal Knowledge (bra: Ânsia de Amar; prt: Iniciação Carnal)é um filme americano de 1971, um drama dirigido por Mike Nichols com roteiro de Jules Feiffer. O filme causou polêmica na década de 1970, pela sua linguagem obscena, cenas de nudez e sexo. Tem como curiosidade a boa performance como ator do músico Art Garfunkel, que já havia trabalhado com o diretor em seu anterior e mais conhecido filme, The Graduate, de 1967. Naquela ocasião, Garfunkel, ao lado de seu parceiro Paul Simon, haviam juntos composto a trilha (banda) sonora do filme.

## Elenco
- Jack Nicholson…Jonathan
- Art Garfunkel…Sandy
- Candice Bergen…Susan
- Ann-Margret…Bobbie
- Carol Kane…Jennifer
- Rita Moreno…Louise

## Sinopse
O filme começa mostrando a amizade de dois colegiais dos anos 40, o inteligente e sensível Sandy e o atlético e rude Jonathan. Com ambos ainda virgens, seu assunto preferido naturalmente são as mulheres, contando seus sentimentos, expectativas e experiências todas, um para o outro.
Quando os dois encontram a bonita e também inteligente Susan, Sandy resolve chamá-la para sair e o casal logo inicia o namoro. Jonathan também se interessara por Susan, mas resolve deixá-la para o amigo. Sandy começa a querer que o namoro avançe nas carícias e Susan acaba cedendo, embora pareça que goste mais de conversar com ele do que outra coisa. Sandy conta para Jonathan, que fica obcecado e resolve tentar marcar um encontro clandestino com Susan. Ainda mais depois que Sandy lhe contara que Susan o achara sexy.
Susan aceita se encontrar com Jonathan, e os dois logo vão com sua atração até o fim. Jonathan conta a Sandy que conseguira levar uma garota para a cama. Sandy não quer ficar para trás e pede isto para Susan. Susan não tem coragem de contar para Sandy que se tornara amante do seu amigo, e acaba indo para a cama com ele também. Jonathan fica sabendo e se desespera pois se apaixonara por Susan. Ele quer que ela conte para Sandy, mas Susan tem pena do rapaz e se nega. Também não quer que Jonathan o faça, então ele não vê outra opção senão terminar o caso.
Anos depois, Sandy e Jonathan já estão adultos e continuam a conversar entre si sobre seus relacionamentos. Mas o tom das conversas é outro, agora transparecendo frustrações, casos mal resolvidos e infelicidades.

## Problemas legais
As mudanças na moral da sociedade estadunidense nas décadas de 1960 e 1970 e a receptividade geral do público à discussão franca das questões sexuais estavam, por vezes, em desacordo com os padrões das comunidades locais. Um teatro em Albany (Geórgia), exibiu o filme. Em 13 de janeiro de 1972 a polícia local agiu sob um mandado de busca no teatro e apreendeu o filme. Em março de 1972, o gerente do teatro, Jenkins, foi condenado pelo crime de "distribuir material obsceno". Sua condenação foi confirmada pela Suprema Corte da Geórgia. Em 24 de junho de 1974, a Suprema Corte dos Estados Unidos concluiu que o Estado da Geórgia havia ido longe demais ao classificar material como obsceno em vista de sua decisão anterior em Miller v. California, 413 US 15 (1973)  e anulou a condenação  em Jenkins v. Georgia, 418 US 153 (1974).    